# Ludwig Binder (Fotograf)
Ludwig Binder (* 22. November 1928 in Nova Pazova, Königreich Jugoslawien; † 15. Mai 1980 in West-Berlin) war ein deutscher Fotojournalist.

## Leben
Binder wuchs in einem Pfarrhaus auf. Er kam in der donauschwäbischen Gemeinde Neu-Pasua nahe Belgrad als Sohn eines evangelischen Pfarrers zur Welt. Er besuchte das Gymnasium in Sremski Karlovci (Karlowitz) und beschäftigte sich bereits als Zehnjähriger mit der Fotografie. Er blieb zeitlebens Autodidakt.
Binder wurde 1944 zur „Wehrertüchtigung“ einberufen und in ein Lager im Kreis Reichenberg (damaliger Reichsgau Sudetenland) geschickt. Schwer erkrankt wurde er Anfang 1945 wieder entlassen.
Er fand seine Familie nach dem Zweiten Weltkrieg im thüringischen Greiz wieder, wo er 1947 das Abitur absolvierte. Da dem Pfarrerssohn ein Studium in der Sowjetischen Besatzungszone (SBZ) verwehrt wurde, schrieb er sich 1948 am juristischen Seminar der kurz zuvor gegründeten FU Berlin ein und wurde 1951 exmatrikuliert. Während des Studiums begeisterte er sich für Jazz und war Mitglied einer Studentenkapelle.
Ab Anfang der 1960er Jahre war Binder als freiberuflicher Bildjournalist in West-Berlin tätig. Er arbeitete zunächst von seiner Privatwohnung aus, gründete 1967 eine Agentur und mietete Räume in der Wilhelmstraße. Im Folgejahr zog die Firma in die Friedrichstraße um. Das Atelier betrieb er zusammen mit seiner Frau Helga und mehreren Angestellten. Auch der später bekannte Fotograf Jim Rakete arbeitete in den Jahren 1967/88 zeitweise dort.
Von 1965 bis zu seinem Tod war Binder freiberuflich vor allem für die Boulevardzeitung Der Abend tätig. Einige seiner Bilder erschienen zudem in der B.Z., Blättern des Springer-Verlags sowie im Nachrichtenmagazin Der Spiegel.
Binder starb im Alter von 51 Jahren infolge eines Hirntumors. Sein Grab befindet sich auf dem Friedhof Steglitz. Seine Frau Helga führte das Studio zusammen mit zwei Mitarbeiterinnen noch bis 1995 fort.

## Werk und Verbleib
In den 1960er-Jahren befasste sich Binder vornehmlich mit politischen Tagesereignissen in West-Berlin. Besonders hervorzuheben sind seine Aufnahmen zur Studentenbewegung in den Jahren 1967/1968. Weitere Bildserien befassen sich unter anderem mit dem Ausbau der Berliner Mauer, der Präsenz der Schutzmacht USA in West-Berlin und dem kulturellen Leben.
Den Kern des politischen Archivs – etwa 9000 Negative und Presseabzüge – erwarb zwischen 1999 und 2012 die Stiftung Haus der Geschichte der Bundesrepublik Deutschland. Vom 30. Juni 2017 bis zum 11. März 2018 zeigt das Museum eine Ausstellung zum Werk des Fotografen mit dem Titel „Revolte! Fotografien von Ludwig Binder 1967/68“. Im Rahmen des Kulturhackathon „Coding da Vinci“ wurden Teile des Bildbestands unter dem Titel „Bilder der Revolte“ aufbereitet und veröffentlicht. Die Aufnahmen sind unter einer Creative-Commons-Lizenz (CC BY-SA 3.0 DE) frei verfügbar.
Nach 1968 verlagerte sich Binders Arbeit zunehmend auf die Musik-, Kultur- und Theaterszene West-Berlins. Er fotografierte Konzerte, Ausstellungen und Bühnenstücke, war jedoch auch während des Berliner Presseballs, der Berlinale oder der Verleihung der Goldenen Kamera aktiv. Dabei porträtierte er Regisseure, Schauspieler und Musikgrößen, darunter Rainer Werner Fassbinder, Heinz Erhardt, Miles Davis, Ella Fitzgerald, Benny Goodman oder Chuck Berry.
Binders umfangreicher Nachlass zur Berliner Musikszene befindet sich seit 1999 im Bestand des Bayerischen Jazzinstituts Regensburg. Ein großer Bestand, vor allem an Theaterfotografien (Negative und Abzüge), ist Teil der Sammlungen der Stiftung Stadtmuseum Berlin.